# Шиповский, Фёдор Порфирьевич
Шиповский Фёдор Порфирьевич (1854, Киев ― 18 (31) августа 1913, Киев) ― курский вице-губернатор, статский советник. 

## Биография
Из потомственных дворян Киевской губернии. Сын полковника. Внук штаб-лекаря и надворного советника, из духовного звания Суздальского уезда, участника Отечественной войны 1812 и зарубежных походов 1813—1814 гг., выслужившего дворянство. Бабушка Ф. П. Шиповского лично была знакома с поэтом А. С. Пушкиным и стала прототипом одного из героев повести «Метель». По заслугам отца и деда род Шиповского был внесён в III ч. ДРК Московской (дед) и II ч. ДРК Киевской (отец) губерний. Утверждённого герба род не имел. 
Образование получил во Владимирской Киевской военной гимназии (1869), Михайловском артиллерийском училище (1872) и Михайловской артиллерийской академии (1877). 
В службе юнкером Михайловского артиллерийского училища с 8 (20) августа 1869; в «Истории» училища и академии, издания 1870 года, показан в среднем юнкерском классе; по экзамену, из юнкеров в подпоручики 32-й арт. бригады 17 (29) июля 1872; на вакансию в поручики 29 декабря 1873 (10 января 1874); в том чине поступил в Михайловскую артиллерийскую академию (1875); на вакансию в штабс-капитаны 9 (21) декабря 1876, с оставлением при МАА для продолжения курса наук; окончил курс академии по первому разряду и из 32-й арт. бригады переведён штабс-капитаном в распоряжение Главного артиллерийского управления, с зачислением по полевой пешей артиллерии, и с отчислением от МАА 25 июля (6 августа) 1877; переведён в гвардейскую пешую артиллерию поручиком, с зачислением по оной, отчислением от ГАУ, и с назначением младшим артиллерийским приёмщиком на уральские горные заводы 7 (19) сентября 1878; на вакансию гвардии штабс-капитаном, с оставлением в должности и по гвардейской пешей артиллерии 30 августа (11 сентября) 1879; переведён в Брянский местный арсенал, с оставлением по гвардейской пешей артиллерии 27 января (8 февраля) 1880; переведён в Киевский местный арсенал, с оставлением по гвардейской пешей артиллерии 23 сентября (5 октября) 1882; по прошению, уволен от военной службы, по домашним обстоятельствам, с чином гвардии капитана и с мундиром 12 (24) сентября 1886. За время военной службы пожалований орденами не имел; имел знак отличия за окончание курса наук в Михайловской артиллерийской академии.
Был в отставке с 12.09.1886 по 01.01.1890 г. Управлял делами родового имения с. Великая Солтановка, Васильковского уезда, Киевской губернии. Затем служил по ведомствам М-ва юстиции, М-ва внутренних дел и учреждений императрицы Марии. 
Приказом министра юстиции от 28 мая (9 июня) 1890 за № 25, назначен почётным мировым судьей Васильковского судебно-мирового округа, на очередное 3-летие, с 1 (13) января 1890. В апреле 1891 в имении умирает мать Ф. П. Шиповского, рождённая баронесса фон Корф, тело которой перевозят в Киев для захоронения на кладбище «Аскольдовой могилы». Наследовав родовое имение, в том же — 1891, с оставлением по министерству юстиции, избирается и утверждается, на 3-летие, по ведомству М-ва внутренних дел, предводителем дворянства Васильковского уезда 31 октября (12 ноября) 1891. Как уездный предводитель дворянства, киевским, подольским и волынским генерал-губернатором, ген.-лейтенантом графом А. П. Игнатьевым, в 1892 был назначен членом особой комиссии, под руководством профессора Киевского университета Святого Владимира, психиатра И. А. Сикорского, для исследования секты новоштундистов.
Приказом министра юстиции от 1 (13) июня 1893 за № 24, назначен почётным мировым судьей Васильковского судебно-мирового округа, на очередное 3-летие, с 1 (13) апреля 1893.  Сенатским указом от 29 сентября (11 октября) 1893 за № 98, по киевскому, подольскому и волынскому генерал-губернаторству, из гвардии капитанов переименован в надворные советники, по должности васильковского уездного предводителя дворянства и почётного мирового судьи Васильковского судебно-мирового округа, как прослуживший в чине гвардии штабс-капитана более 4-х лет, со старшинством 28 мая (9 июня) 1890.
Высочайшим приказом от 9 (21) декабря 1893 за № 41, по МВД, назначен, васильковский уездный предводитель дворянства, надворный советник Шиповский — курским вице-губернатором, с 4 (16) декабря 1893. Сенатским указом от 16 (28) марта 1895 за № 25, по МВД, производится, за выслугу лет, в коллежские советники, со старшинством 28 мая (9 июня) 1894. В том чине, и в той должности, в воздаяние отлично-усердной службы, пожалован орденом Святого Станислава 2 степени, единственным кавалерственным орденским пожалованием Российской империи за всё время своей службы; в 1896 Шиповский получает медаль «В память царствования императора Александра III», а в 1898 высочайше разрешено принять и носить пожалованный бухарский орден «Золотой звезды» 2 степени.  
В связи с подготовкой Первой всеобщей переписи населения в сентябре 1896 председателем Курской губернской переписной комиссии стал губернатор, граф А. Д. Милютин. Однако, ввиду его проживания в С.-Петербурге, обязанности председателя комиссии до января 1897 года исполнял Шиповский, и тем не менее, он не был награждён медалью «За труды по первой всеобщей переписи населения». В том же — 1897, исполняя обязанности губернатора и возглавляя Курское губернское по земским и городским делам присутствие, Шиповский сделал неправильное распоряжение о порядке выдачи ссуд хлеба из общественных запасных магазинов, вмешавшись в компетенцию земских учреждений. Впоследствии Правительствующий сенат указал ему на неправильность его действий (1900). Весной 1897 г. Ф. П. Шиповский был уволен в очередной отпуск; в июне срок отпуска продлён на 1 месяц, а 24 августа (5 сентября) 1897 Шиповский был уволен от должности вице-губернатора, с причислением к ведомству М-ва внутренних дел. С того времени состоял в службе советником при министерстве до своей кончины. Одновременно служил по министерству юстиции и ведомству учреждений императрицы Марии.  
Вернулся в родовое имение. Приказом министра юстиции от 7 (19) февраля 1898 за № 11, назначен почётным мировым судьей Васильковскаго округа, на текущее, с 1 (13) апреля 1896, трёхлетие, с оставлением при МВД. Пожалован, за выслугу лет, по ведомству МВД, в статские советники, со старшинством 28 мая (9 июня) 1898. Назначался на очередные 3-летия почётным мировым судьей Васильковского округа 1 (14) апреля 1905 и 1 (14) апреля 1908. Одновременно, тогда же — в 1908, назначен почётным мировым судьей Киевского судебно-мирового округа, на очередное 3-летие, с 1 (14) апреля 1908.
Резолюцией его высокопреосвященства Флавиана, митрополита Киевского и Галицкого, от 30 декабря 1908 (12 января 1909) за № 6577, последовавшей на журнальном постановлении Киевского епархиального училищного совета, от 9 (22) декабря 1908 г. за № 47, был утверждён в должности попечителя однокласcной церковно-приходской школы с. Великой Солтановки.
Высочайшим приказом от 5 (18) ноября 1909 за № 75, по ведомству учреждений императрицы Марии, назначен почётным попечителем Сулимовского пансиона Киевского благотворительного общества, с 10 (23) июля 1908, с оставлением его почётным мировым судьей Киевского и Васильковского судебно-мировых округов, и причисленным к министерству внутренних дел.  Состоял в том звании и должности до своей кончины.
С оставлением в тех должностях и званиях, и причисленным к МВД, в сентябре 1911 был назначен вновь, на текущее трёхлетие, почётным мировым судьей Киевского и Васильковского округов, с 1 (14) апреля 1911.
Находясь на службе, умер в родовом имении при с. Великой Солтановке 18 (31) августа 1913. Тело перевезено в Киев 20 августа (2 сентября) 1913. Отпевался в ц. Александра Невского. Был похоронен рядом с матерью на кладбище «Аскольдовой Могилы» 21 августа (3 сентября) 1913. Сообщения о смерти помещены в газетах «Русский инвалид» и «Киевлянин».  Исключён умершим из списков почётных мировых судей приказом министра юстиции от 17 (30) сентября 1913, и ведомства учреждений императрицы Марии — высочайшим приказом от 26 ноября (9 декабря) 1913.

## Семья
*Дед — Андрей Иванович Шиповский (1781, с. Шиповая Слободка — 26.05.1850, Ваганьково, Москва ) — штаб-лекарь, надворный советник и кавалер. Из духовного звания Суздальского уезда. Воспитывался во Владимирской духовной семинарии. В звании студента философии уволился из семинарии для поступления в Московскую медико-хирургическую академию (1800); 21-летним студентом академии показан в московских и. в. (1802); окончил курс кандидатом хирургии 2-го отделения (1804); определён в службу лекарем 2-й конно-артиллерийской батареи (1804); переведён в 9-ю арт. бригаду (1806); произведён в штаб-лекари (1808); переведён в 3-ю арт. бригаду (1809); переведён в Украинский пехотный полк (1811); переведён старшим лекарем 2-го класса Северского конно-егерского полка (17.12.1812); участник Отечественной войны 1812, был в сражениях при Березине; с полком отличился в заграничных походах 1813—1814, был ранен; за отличие в прошедшей кампании из штаб-лекарей пожалован коллежским асессором 9 (21) февраля 1815; переведён штаб-лекарем в Тираспольский военный госпиталь (1816); пожалован орд. Святой Анны 3-й ст. (16.08.1817); назначен и. д. главного лекаря Тираспольского военного госпиталя (1818); в той должности, за отличие и рачение по службе пожалован надворным советником 18 (30) мая 1818; переведён ординатором Московского военного госпиталя (1819); уволен «за раной» (1820). До кончины жил в Москве, был московским домовладельцем. В первом его доме до 1822 жила семья брата, титулярного советника Михаила, умершего в 1819. В 1823 издал перевод с французского соч. Матье Жака Орфила «Новый краткий лечебник, коим удобно может руководствоваться всякий, и даже не имеющий сведений в врачебной науке, в рассуждении подавания людям пособий во всех наиважнейших и внезапных случаях… [Текст]» - М.: в тип. Августа Семёна, при Императорской медико-хирургической академии, 1823.  По распоряжению министра внутренних дел во время эпидемии холеры 1830—1831 гг. был командирован городским врачом в Рыбинск. Награжден з. о. беспорочной службы за «XV» лет (22.08.1831). По чину и ордену с потомством внесён в III ч. ДРК Московской губ. (1833).  Согласно сказке 8-й ревизии — 1834, владел одним дворовым, купленным в 1821, жившим в его московском доме.
Находясь на службе в Бессарабии, А. И. Шиповский женился на дочери священника г. Бендер, девице Пульхерии Яковлевне Борецкой (Боряцкой). От неё имел сына Порфирия, родившегося в 1816 г. Вскоре после его рождения Пульхерия Шиповская, забрав с собой Порфирия, то ли по своей воле, то ли по принуждению, ушла к начальнику мужа, командиру VI пехотного корпуса, ген.-лейтенанту И. В. Сабанееву, и с ним уехала жить в Одессу. Без официального развода с Шиповским, но благодаря влиянию прославленного генерала, в мае 1818 незаконно обвенчалась с И. В. Сабанеевым и приняла его фамилию.  С точки зрения семейного права того времени, П. Я. Сабанеева была гражданской женой генерала, а её сын Порфирий — дворянским воспитанником Сабанеева. За вступление в незаконных брак «в нарушение не только нравственных, духовных и гражданских законов, но даже некоторого рода в насилии и в презрении религии», полагалось суровое наказание. Однако, дело обошлось без последствий. Штаб-лекарь и надворный советник А. И. Шиповский не жаловался в Синод, не требовал ни развода от жены, ни откупных от генерала. Поддерживал хорошие отношения с новой родней жены. Вместе с младшим братом генерала, коллежским советником Петром Васильевичем Сабанеевым, служившим в Московском почтамте, в июле 1825 был свидетелем брачного обыска и поручителем по женихе на венчании дворового П. В. Сабанеева. По воспоминаниям современников, гражданский брак Сабанеевых был счастливым. В их одесском доме гостил А. С. Пушкин, который положил семейную историю Сабанеевых, и семейную драму Шиповских, в канву героев повести «Метель».
Гражданский брак с И. В. Сабанеевым был бездетным. Незадолго до своей смерти Сабанеев обратился к Николаю I с прошением официально «узаконить» свой брак, «усыновить» воспитанника и дать ему свою фамилию, с предоставлением прав дворянства и наследования родового имения генерала. В прошении было отказано.
После смерти И. В. Сабанеева в 1829 его гражданской вдове, в виде особого исключения, распоряжением Николая I была назначена, по заслугам и чину мужа — генерала от инфантерии, пожизненная пенсия в размере 4000 руб. в год. Ещё до отъезда с мужем на лечение в Германию, где тот и умер, генеральша П. Я. Сабанеева, которая осталась жить в Одессе, отправила подросшего 12-летнего Порфирия к родному отцу в Москву для его образования. Приняв сына, начиная с 1828 года штаб-лекарь А. И. Шиповский вместе с Порфирием показан в московских исповедных ведомостях. Его супруга в то же время названа по фамилии Шиповской и показана среди лиц, пожертвовавших личные собрания в пользу открывшейся в 1829 году Одесской публичной библиотеки, положив начало формированию её фондов.
*Отец — Порфирий Андреевич Шиповский (09.11.1816, Тирасполь — 09.09.1858, С.-Петербург) — полковник. Сын штаб-лекаря, надворного советника А. И. Шиповского. Воспитанник генерала от инфантерии И. В. Сабанеева, в доме которого с 1818 по 1828 год жил вместе с матерью и воспитывался в детстве. В 1828 отправлен к отцу в Москву. В 1830 показан своекоштным воспитанником Благородного пансиона при Московском университете. По окончании пансиона вступил в службу юнкером Сумского гусарского полка; на вакансию корнетом 28 августа (9 сентября) 1835; переведён в Ахтырский гусарский полк 31 октября (12 ноября) 1835; на вакансию поручиком 30 ноября (12 декабря) 1836; за отличие в штабс-ротмистры 4 (16) сентября 1837; по прошению, уволен от службы, по домашним обстоятельствам, 13 (25) апреля 1838; определён в службу штабс-ротмистром Гусарского эрцгерцога Фердинанда полка, с назначением адъютантом командира 4-го пехотного корпуса, генерала от инфантерии П. С. Кайсарова 29 ноября (11 декабря) 1840; уволен в отпуск для излечения болезни, за границу, на 4 месяца 13 (25) ноября 1841; назначен адъютантом командира 4-го пехотного корпуса, генерала от инфантерии, генерал-адъютанта П. Н. Ушакова 1-го 28 ноября (10 декабря) 1842; уволен в отпуск, для излечения болезни, за границу, на 4 месяца 9 (21) февраля 1843; за отличие по службе в ротмистры 16 (28) марта 1843; уволен в отпуск, для излечения болезни, на один год 22 августа (3 сентября) 1844; назначен адъютантом киевского военного, подольского и волынского генерал-губернатора, генерала от инфантерии, генерал-адъютанта Д. Г. Бибикова 4 (16) марта 1845; за отличие по службе в майоры того же полка 14 (26) июля 1846; назначен адъютантом того же Д. Г. Бибикова, с зачислением майором по армейской кавалерии 1 (13) октября 1846; по прошению, уволен от службы, по домашним обстоятельствам, подполковником и с мундиром 17 (29) января 1851; определён в службу, по кавалерии, прежним чином майора, с назначением дежурным штаб-офицером Управления киевского военного, подольского и волынского генерал-губернатора 22 октября (3 ноября) 1854; за отличие по службе в подполковники 24 октября (5 ноября) 1855, с оставлением в должности; за отличие по службе в полковники 8 (20) ноября 1857, с оставлением в должности и по армейской кавалерии; умершим исключен из списков 23 сентября (5 октября) 1858. В походах не был. Орденов не имел. Умер в С.-Петербурге. Вместе с тестем, умершим в том же месяце, был похоронен в родовом имении баронессы Е. Д. фон Корф (Урусовой), мызе Раскулицы, Ямбургского уезда, С.-Петербургской губ.
Помещик благоприобретённого имения с. Великой Солтановки, Васильковского уезда, Киевской губернии. Был женат на девице, баронессе Екатерине Фёдоровне фон Корф (24.11.1824 — 06.04.1891, Киев, Аскольдова Могила), дочери штабс-капитана, декабриста, члена Союза благоденствия, новоржевского уездного предводителя дворянства, барона Фёдора Ивановича фон Корфа (16.11.1796 ― 17.09.1858) и баронессы Евгении Дмитриевны фон Корф, урождённой княжны Урусовой (19.02.1805 — 20.01.1889). После смерти мужа полковница Е. Ф. Шиповская с детьми наследовала его имение в с. Великая Солтановка. Как землевладелице села, за пожертвование, сделанное в пользу велико-солтановской церкви, в ноябре 1887 от киевского епархиального начальства ей «преподано архипастырское благословение Его Высокопреосвященства».
В браке с Е. Ф. Шиповской имел сына Феодора, ставшего курским вице-губернатором, и четырёх дочерей (Мария, Евгения, София, Анна). По военному чину, вместе с женой и детьми, был внесён во II ч. ДРК Киевской губернии, по Васильковскому уезду, и утверждён в потомственном дворянстве указом герольдии Сената от 27 августа (8 сентября) 1857 за № 1857. 
*Сестра — Евгения Порфирьевна Бунге (Шиповская), жена профессора Киевского университета Святого Владимира, действительного статского советника Н. А. Бунге. 
*Сын — Порфирий Фёдорович Шиповский (22.02.1885—?), артиллерии капитан и кавалер, участник Первой мировой войны. Окончил Николаевское кавалерийское училище; по экзамену, из юнкеров в подпоручики 32-й артиллерийской бригады 15 (28) июня 1908, со старшинством 14 (27) июня 1907; переведён в 5 арт. бригаду 9 (22) сентября 1910; зачислен подпоручиком запаса лёгкой артиллерии 18 февраля (2 марта) 1912, по Киевскому уезду . С отцом и тёткой жил в Киеве.  После смерти отца подпоручиком запаса армии определён в службу по ведомству М-ва внутренних дел, чиновником канцелярии киевского губернатора 7 (20) октября 1913; переименован в коллежские секретари 10 (23) ноября 1914, со старшинством 7 (20) октября 1913. По мобилизации, в 1915 из запаса армии был призван в службу, по полевой лёгкой артиллерии, помощником начальника команды нижних чинов подвижной починочной № 4-го мастерской армий Юго-Западного фронта; за труды, вызванные обстоятельствами военного времени, орден Святого Станислава 3 степени 15 (28) мая 1915; произведён в поручики 4-й тяжелой арт. бригады 5-й армии; утверждено пожалование, за отличие в боях против неприятеля, орденом Святой Анны 4 степени, с надписью — «за храбрость», 11 (24) июня 1916; утверждено пожалование, за отличие в боях против неприятеля, орденом Святой Анны 3 степени, с мечами и бантом, 21 ноября (4 декабря) 1916; переведён в отдельный полевой тяжелый арт. дивизион (1916); пожалован в штабс-капитаны, по запасу армии, 20 января (2 февраля) 1917, со старшинством с 19 июля (1 августа) 1915, и с оставлением в запасе лёгкой артиллерии; произведён в капитаны, по запасу армии, 21 августа (3 сентября) 1917, со старшинством с 19 ноября (2 декабря) 1916, и с оставлением в запасе лёгкой артиллерии.